# Stadtmauer

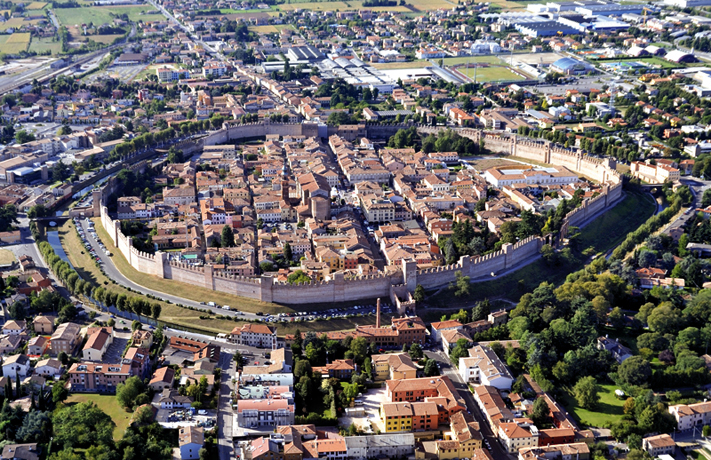
Stadtmauer von Cittadella

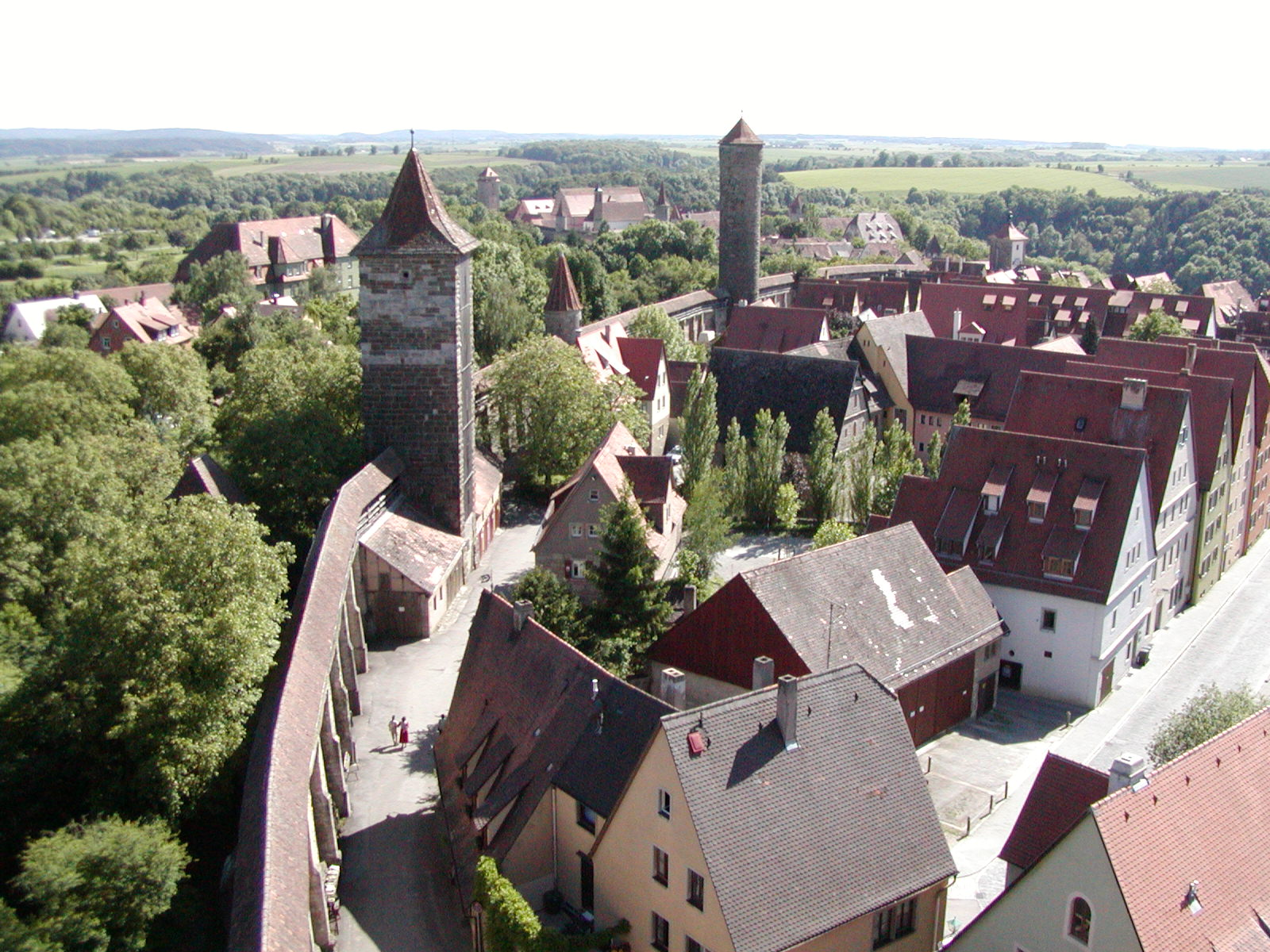
Stadtmauer von Rothenburg ob der Tauber

Eine Stadtmauer ist eine historische Befestigungsanlage einer Stadt zum Schutz vor Angreifern. Sie stellt damit eine Form der Wehrmauer dar. Sie kann aus zugehauenen Fels-Steinen oder auch aus erhärtetem Lehm bestehen und ist mindestens mannshoch, meistens aber deutlich höher. Sie umgab die Ortschaft ganz oder teilweise. Je nach Verlauf des Geländes wurden auch natürliche Hindernisse wie Felsen, Seen oder Flüsse in den Verlauf der Mauer einbezogen. Eine Stadtmauer konnte nur durch die Stadttore passiert werden.
Eine Stadtmauer als Wehrmauer zu errichten oder zu einer Wehrmauer auszubauen war im Mittelalter ein Privileg, das durch das Befestigungsrecht verliehen wurde. Eine Wehrmauer wurde damit zu einer Auszeichnung und zum Merkmal einer Stadt oder eines Marktes. Das Stadt- oder Marktrecht war aber nicht automatisch mit dem Befestigungsrecht verbunden. Umgekehrt gab es im Mittelalter auch mit (meist einfacheren) Mauern befestigte Dörfer, beispielsweise im Thüringer Becken und in den Weinbaugebieten Südwestdeutschlands.

## Geschichte

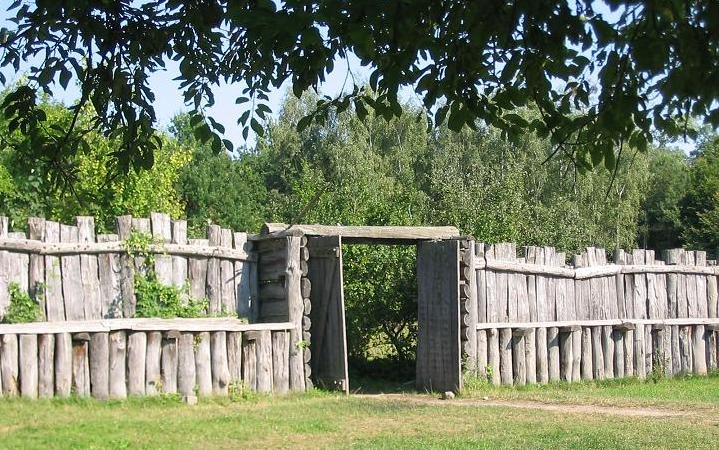
Museumsdorf Düppel: Rekonstruktion einer mittelalterlichen Palisade

Stadtmauern sind die Weiterentwicklung von Holzpalisaden und Wallanlagen, die zum Schutz früher Siedlungen errichtet wurden. Als erste ummauerte Stadt wird Jericho betrachtet, das bereits 7000 v. Chr. eine Stadtmauer besaß. Als erste echte Stadtbefestigung wird jedoch die 9,5 km lange Maueranlage Uruks, der seinerzeit größten Stadt der Welt, betrachtet. Etwa 2700 v. Chr. erhielt Uruk seine Mauer, aus der circa neunhundert halbkreisförmige Türme ragten. Während eine reine Mauer, wie in Jericho, lediglich eine Umfriedung darstellte, die ein Eindringen erschwerte oder verhinderte, wird eine Stadtmauer erst durch Einbau von Türmen oder Bastionen wehrhaft und damit zu einer festungsartigen Stadtbefestigung.
Seit der Antike bis in die Neuzeit sind Stadtmauern ein fast unabdingbarer Bestandteil jeder Stadt. Es wird diskutiert, ob altgriechische Städte bereits in archaischer Zeit allesamt Stadtmauern besaßen. Während der Zeit der Pax Romana gab es jedenfalls Ausnahmen, wie z. B. das antike Rom selbst, das bis um 270 keine brauchbaren Mauern besaß, da es sich auf die Legionen als Schutz verließ. In dieser Phase wurden Städte im Kernbereich des Römischen Reiches oft allenfalls aus Prestigegründen ummauert (manch eine civitas besaß zwar Stadttore, aber keine Mauern). In der Spätantike – beginnend mit der Reichskrise des dritten Jahrhunderts – änderte sich dies aber. Das Römische Reich zerfiel mit der Zeit und der Schutz durch die Legionen und die Pax Romana war nicht mehr gewährleistet. Teilweise kann der Bau einer Stadtmauer Hinweise auf tatsächlichen oder wahrgenommenen gesellschaftlichen Verfall und Zeiten des Unfriedens geben. Waren einfache Stadtmauern zwar nicht geeignet, einer Belagerung durch römische Legionen längere Zeit Stand zu halten, so konnten sie doch marodierende Banditen, Warlords oder desertierte Soldaten auf der Suche nach plünderbaren Reichtümern aufhalten, oder dazu bewegen, woanders ihr Glück zu versuchen.

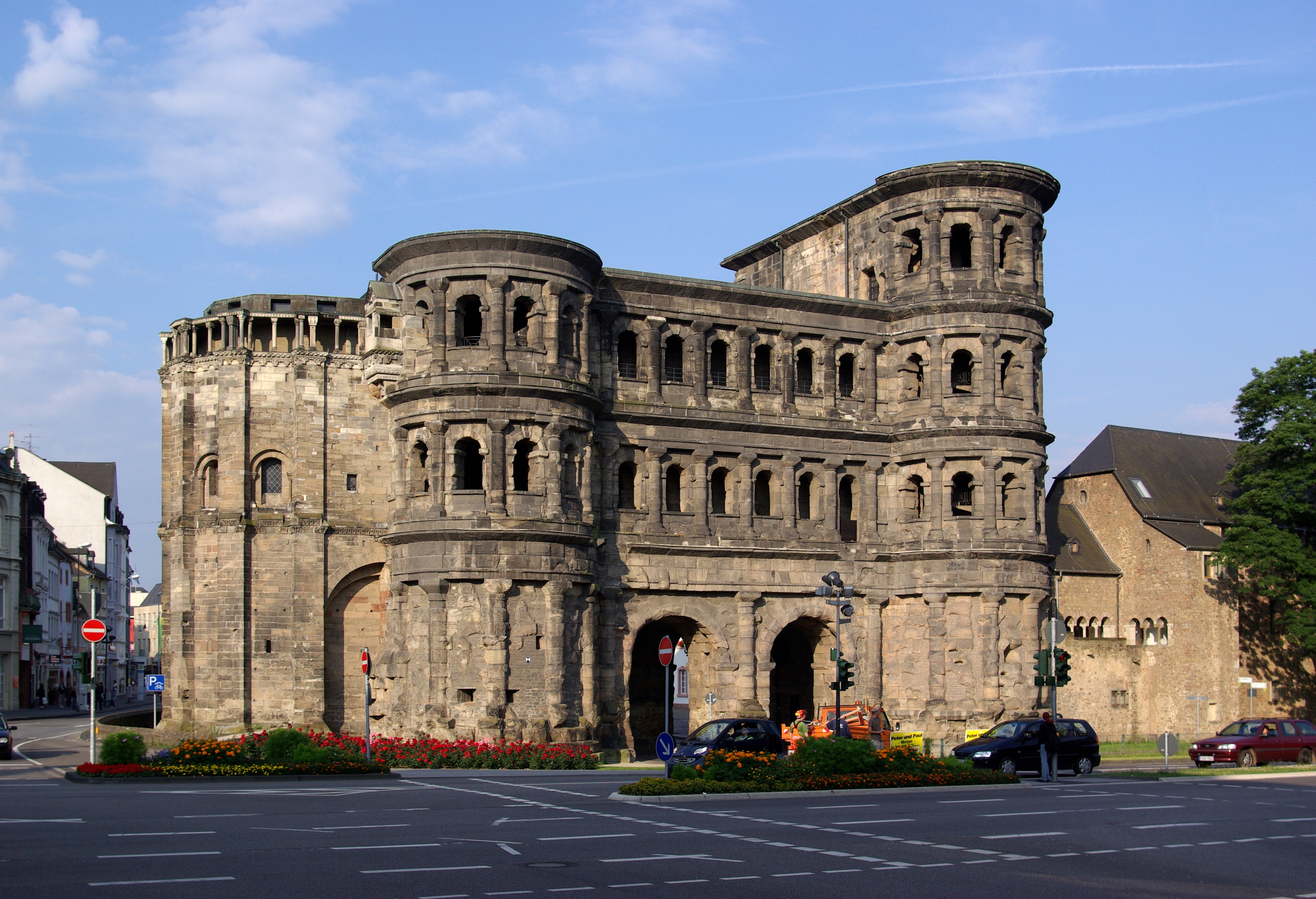
Trier: Porta Nigra

In Mitteleuropa hinterließen bereits die Kelten große, stark befestigte Burgstädte (Oppida), deren Stadtmauern manchmal Einflüsse aus dem Mittelmeerraum erkennen lassen. Anfangs waren die Befestigungen reine Holz-Erde-Konstruktionen, später wurden meistens als Murus Gallicus bezeichnete Mischkonstruktionen aus mörtellos übereinandergelegten Lesesteinen und Holzelementen errichtet. Die Römer befestigten viele Stadtgründungen früher oder später mit massiven gemörtelten Steinmauern. Die wohl bekanntesten Relikte dieser Festungsanlagen in Deutschland finden sich mit der Porta Nigra in Trier und der Porta Praetoria in Regensburg, wo sich auch längere Abschnitte von römischen Steinmauern erhalten haben. Auch Köln hat noch einige Reste von Mauern aufzuweisen. Römische Städte gingen oftmals auf vorherige keltische Oppida oder aber auf römische Heerlager zurück. Letztere waren üblicherweise mit Palisaden umgeben und zeigen den klassischen rechteckigen Grundriss mit Cardo und Decumanus, welcher an manchen Orten bis heute erkennbar ist.
Neben diesen bereits antiken Gemeinwesen wurden im frühen Mittelalter noch einige Burg- oder Bischofsstädte gegründet. Diese Stadtgründungen waren in der Regel durch Wall-Graben-Anlagen gesichert, selten durch einfache Steinmauern. Ab dem 12. Jahrhundert entstanden hunderte kleinerer und größerer neuer Siedlungen in ganz Europa, denen meistens bald das Stadt- oder Befestigungsrecht zuerkannt wurde. Stadtgründungen waren – neben der Anlage von Burgen – ein wichtiges Element des Territorialausbaues, besonders in Osteuropa entstanden zahlreiche geplante Neuanlagen (Ostkolonisation). Diese Städte sind leicht an ihren regelmäßigen Grundrissen und großen Marktplätzen zu erkennen. Die Befestigungsanlagen dieser Stadtanlagen wurden im Laufe ihrer Geschichte immer wieder ausgebaut und dem aktuellen Stand der Kriegstechnik angepasst.

## Befestigte Dörfer

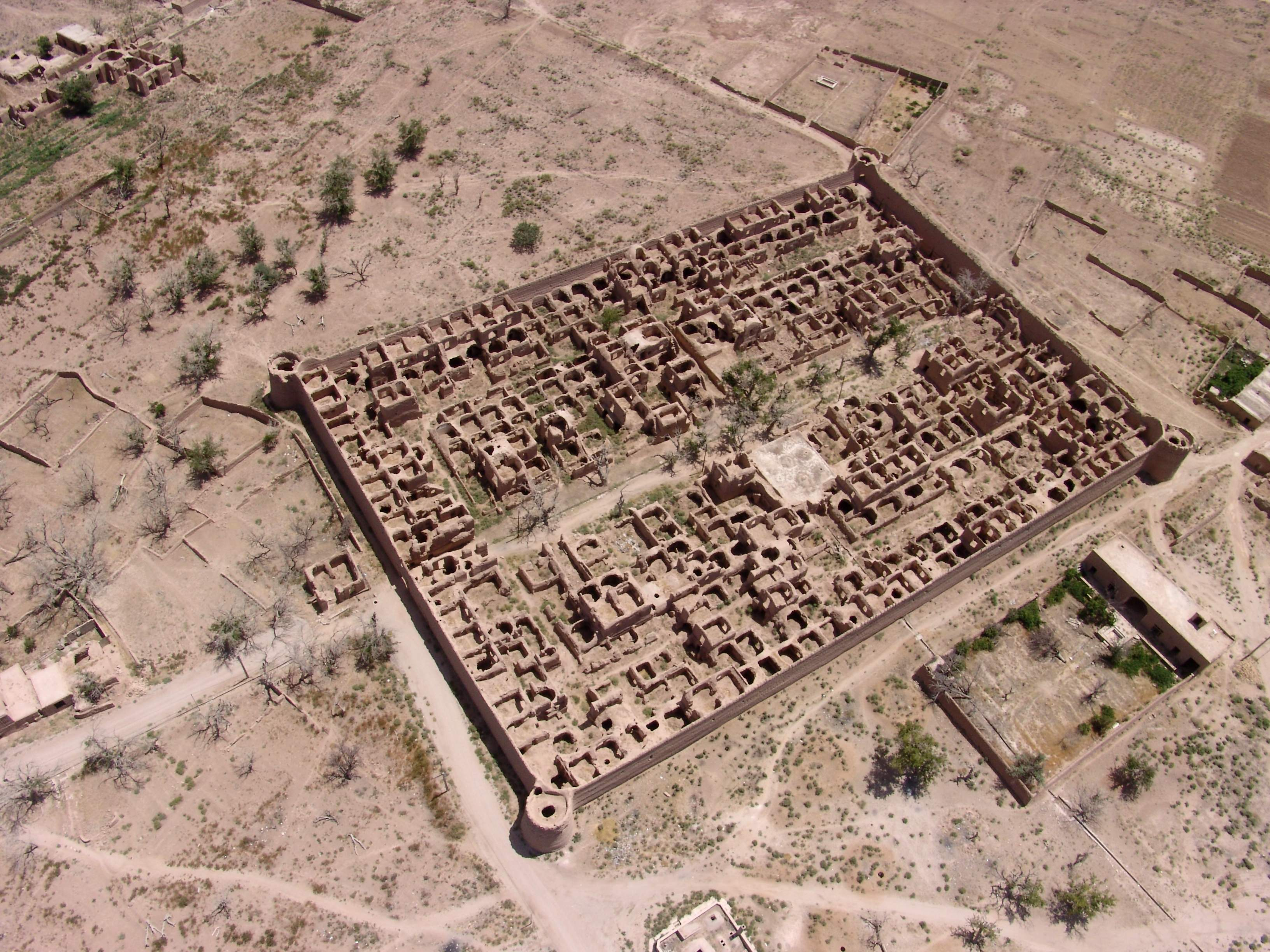
Ruinen von Ernan, einem kadscharischen Dorf in Yazd in Persien

Während von Stadtmauern in Städten in der Literatur häufig die Rede ist und man Befestigungsanlagen in Städten heute noch vorfindet, gibt es wenige Hinweise über Befestigungsanlagen in kleinen Ortschaften. In seiner Dorfchronik beschreibt Behringer im Detail die Ortsbefestigung des tauberfränkischen Dorfes Großrinderfeld, einem Ortsteil der heutigen im Main-Tauber-Kreis im Nordosten Baden-Württembergs und an der Grenze zu Unterfranken in Bayern gelegenen Gemeinde Großrinderfeld. Diese Ortsbefestigung (Hag genannt) umschloss vollständig den Ort. Die Befestigungsanlage setzte sich aus einem Graben mit dahinter liegendem Holzzaun bzw. einem Erdwall mit Holzzaun zusammen. Es gab 2 Öffnungen, das Obere Tor und das Untere Tor. Die beiden Tore wurden vom Nachtwächter morgens um 6 Uhr geöffnet und nachts um 10 Uhr geschlossen. Heute weisen nur noch die Straßenbezeichnungen auf die Existenz dieser beiden Tore hin.

## Aufbau

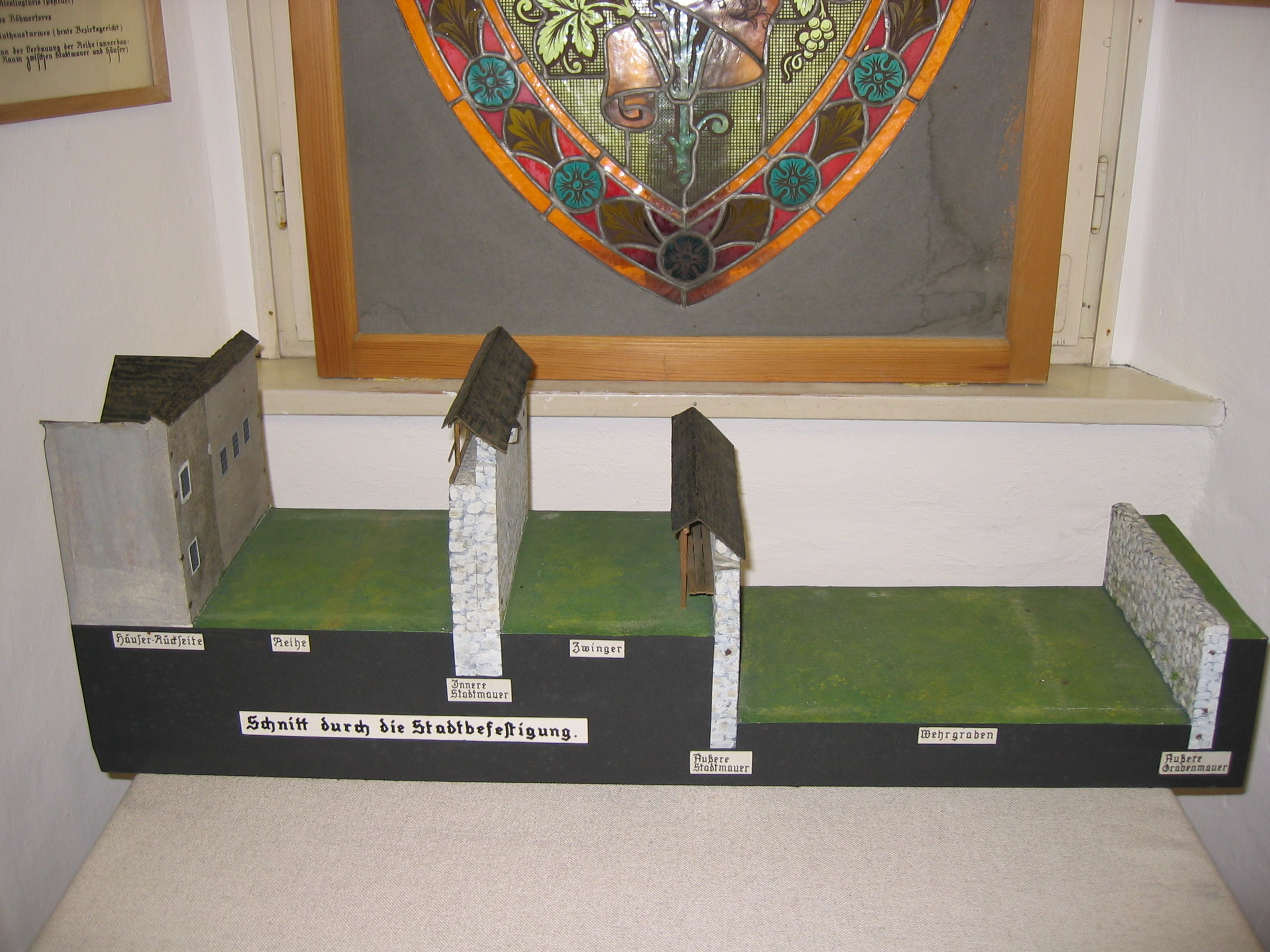
Aufbau am Beispiel der Stadtmauer Freistadt in Oberösterreich (großteils noch erhalten)

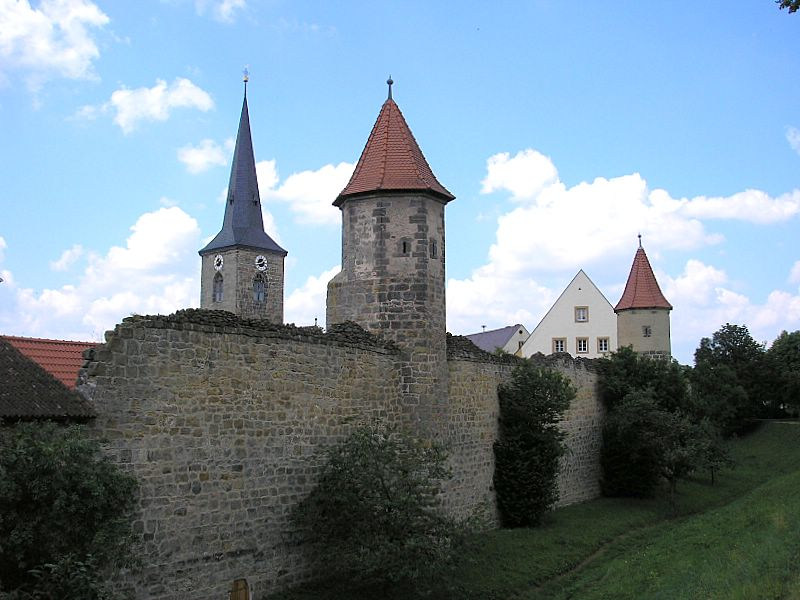
Lose Rollsteine auf der Mauerkrone in Seßlach

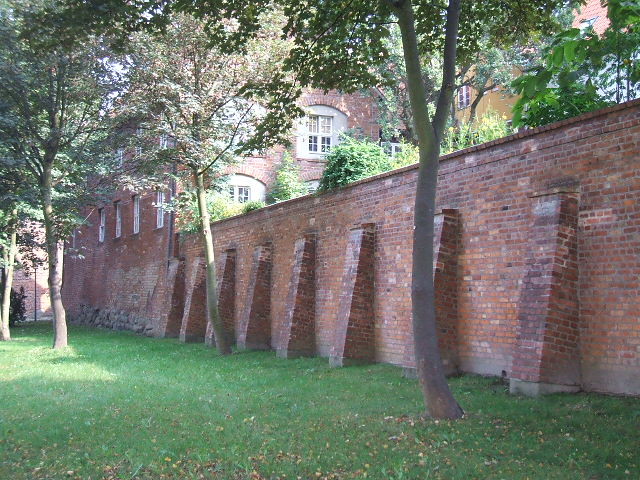
Stadtmauer mit Strebepfeilern in Stralsund

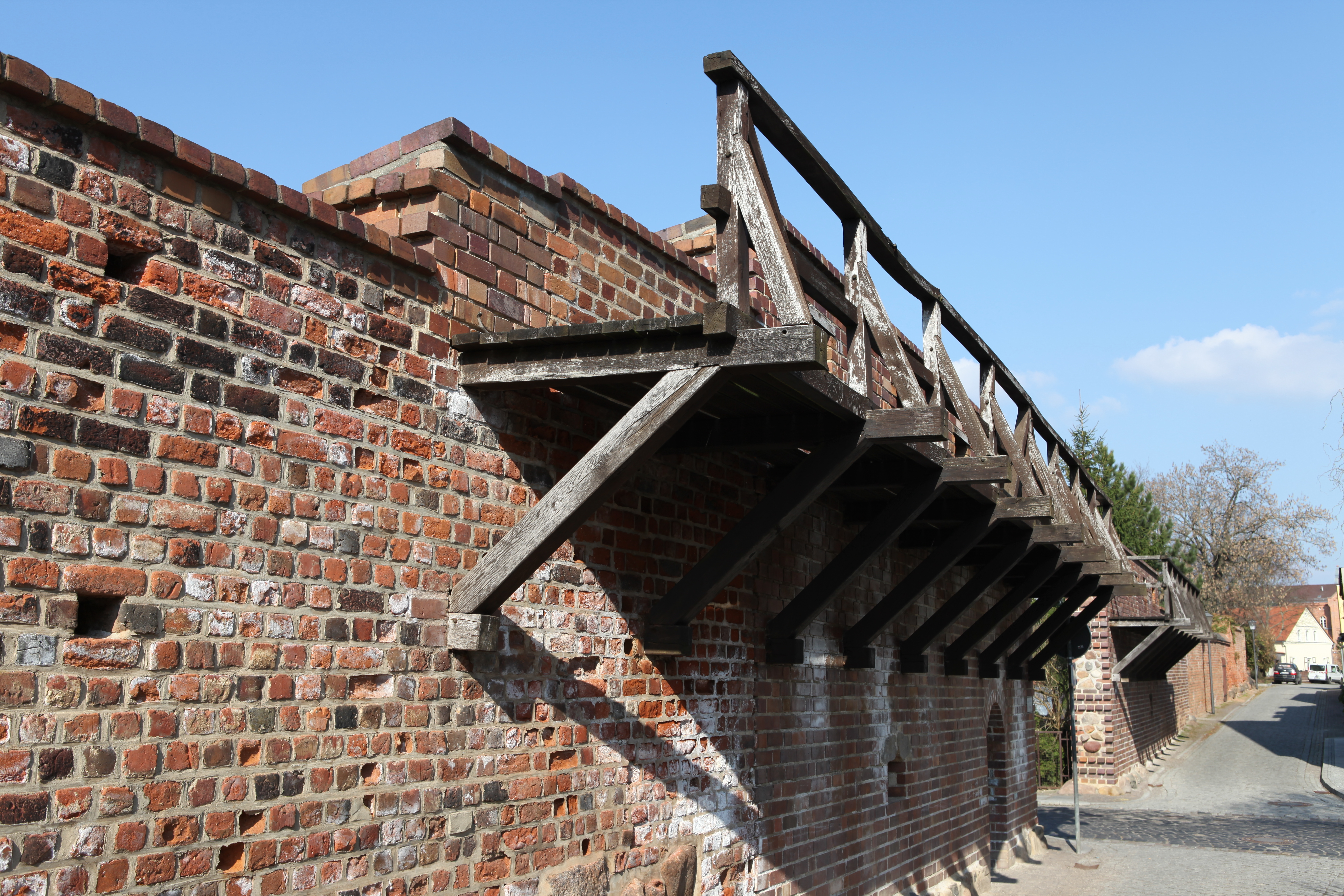
Stadtmauer mit offenem Wehrgang in Delitzsch

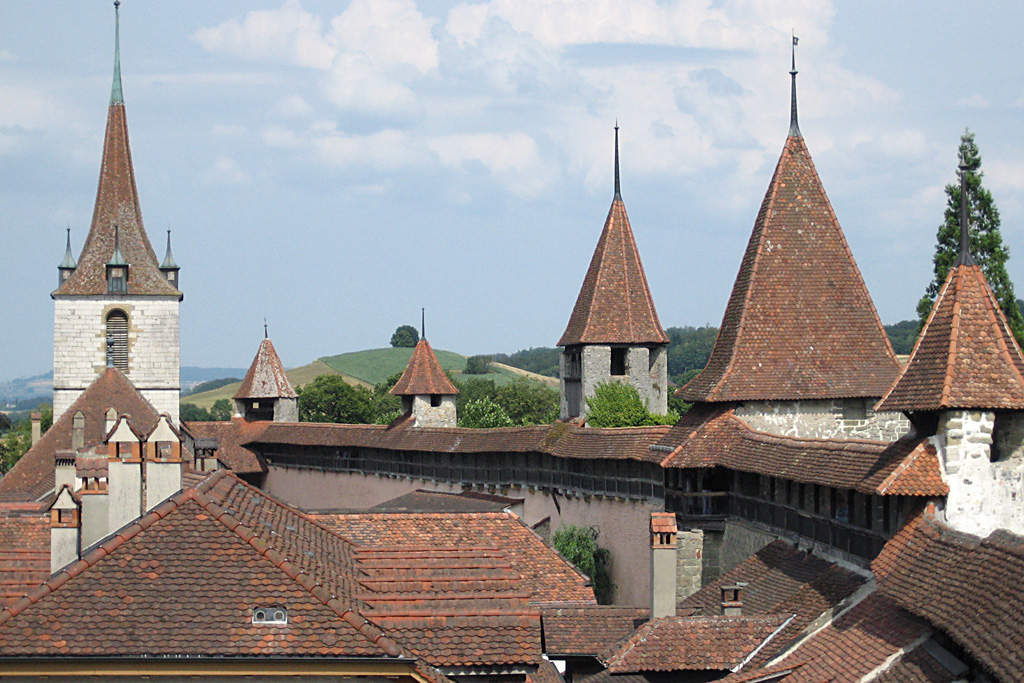
Stadtmauer in Murten mit gedecktem Wehrgang

Eine Stadtmauer besteht in der einfachsten Form aus einem geschlossenen Mauerring mit seinen Toren. Die Mauerkrone war meistens begehbar und hatte an der Außenseite eine mannshohe Brüstung mit Schießscharten oder Zinnen. Nördlich der Alpen war dieser Wehrgang genannte Rundweg meistens überdacht. Gelegentlich wurden anstelle eines Wehrganges lose Rollsteine auf der Mauerkrone aufgeschichtet. Die herabfallenden Steine warnten die Verteidiger, wenn der Angreifer die Mauer übersteigen wollte. Beispiele hierfür haben sich an den fränkischen Stadtbefestigungen von Seßlach und Fladungen erhalten.
Dazu kamen im Laufe der Zeit zahlreiche Verstärkungen:
- Mauerturm: ein Turm, der über der Mauer errichtet wurde und meistens etwas hervorragte, so dass die Mauer mit Waffen bestrichen werden konnte
- Torturm: ein Turm, der neben oder über dem Stadttor errichtet wurde und zur besseren Verteidigung des Tores diente
- Vormauer mit Zwinger: eine zusätzliche vor der Stadtmauer verlaufende Mauer geringerer Höhe; der Zwinger genannte Zwischenraum war manchmal durch Mauern in mehrere Bereiche geteilt. Nahe besonders gefährdeter Bereiche (Tore oder Flussein- oder -ausgängen) wurde der Zwingerbereich oft weiter ausgebaut. War die Vormauer direkt am Graben errichtet, nennt man sie auch (innere) Grabenfuttermauer.
- Stadtgraben: ein der Mauer vorgelagerter Graben, gelegentlich mit Wasser gefüllt und durch Futtermauern, auch Stützmauern genannt, stabilisiert, nach innen mit der Grabenfuttermauer
- Vorwerke aus zusätzlichen Hindernissen, wie Hecken, oder andere Anlagen (→ Liste von Fachbegriffen im Festungsbau)

Während die Wehrtürme west- und südeuropäischer mittelalterlicher Stadtbefestigungen oft sehr einheitlich und regelmäßig gestaltet wurden (Ávila, Provins), weisen mitteleuropäische Stadtmauern überwiegend eine reiche Vielfalt unterschiedlicher Turmgestaltungen auf. Hier erreichen die Wehr- und Tortürme oft beträchtliche Höhen, Doppelturmtore sind wesentlich seltener (Köln, Eigelsteintorburg, Hahnentorburg). Neben der reinen Schutz- und Wehrfunktion haben meistens auch Repräsentationsbedürfnisse und künstlerische Aspekte eine bedeutende Rolle bei der Konzeption der Wehranlagen gespielt. Die städtische Architektur trat hier in den Wettstreit mit der Adelsburg; Stadtmauern waren oft auch eine Manifestation städtischen Selbstbewusstseins.
Vorstädte hatten meistens einen separaten Mauerzug, der in das Verteidigungskonzept der Stadt integriert wurde. In vielen Städten wurde die Stadtmauer neu erbaut, wenn die alte Mauer das Wachstum der Stadt zu sehr hemmte. Der Verlauf der alten Mauer ist im Wegenetz der Stadt noch zu erkennen, wie z. B. in Nördlingen und Dinkelsbühl, manchmal blieben sogar die alten Tortürme erhalten, wie der Weiße Turm in Nürnberg oder der Ostentorturm der ehemaligen Stadtbefestigung Regensburg. In manchen Fällen – so etwa bei der niederösterreichischen Stadt Waidhofen an der Ybbs – war die Vorstadt im Unterschied zur Stadt nur mit einer Palisade aus Holz umgeben. 1547 erließen Richter und Rat der Stadt Waidhofen an der Ybbs eine Verordnung, welche den Bewohnern der Vorstadt Leithen verbot, Durchgänge in den Palisadenzäunen zu errichten.
Zusätzliche Vorwerke verhinderten, dass die Stadt, durch die die Handelswege führten, umgangen und damit der fällige Zoll oder der dortige Markt gemieden werden konnte. Außerhalb der Städte wurden oft noch Wart- und Signaltürme auf geeigneten Höhenzügen und Aussichtspunkten errichtet, die gelegentlich burgähnlich befestigt wurden. Häufig wurden die Außengrenzen des städtischen Einflussgebietes ganz oder teilweise durch aufwendige Landhegen und Landwehren gesichert. Meistens wurde hierzu ein Wallgraben angelegt und der Wall mit einer undurchdringlichen Dornenhecke, auch Wallhecke oder Knick genannt, bepflanzt. Die Durchgänge waren in der Regel mit Toren oder Torhäusern bewehrt. Diese Grenzbefestigungen wurden regelmäßig von Hegereitern, die meistens auch als Torwächter dienten, auf Beschädigungen kontrolliert. Die Reste solcher Landhegen können oft noch kilometerlang im Gelände verfolgt werden, auch einige Torbauten haben sich erhalten. Reiche Städte sicherten ihr Territorium auch durch die Anlage von Burgen, auf die Pfleger gesetzt wurden. Ein bekanntes Beispiel ist die rumänische „Draculaburg“ Bran (Törzburg), die das heutige Brașov (Kronstadt) schützen sollte.
Die Stadtmauern waren oft durch Schenkelmauern mit den Befestigungsanlagen von Höhenburgen verbunden, Burg- und Stadtbefestigung bildeten also ein gemeinsames Verteidigungssystem. Es haben sich zahlreiche Beispiele erhalten, in Deutschland etwa Hirschhorn am Neckar, Königsberg in Bayern, Pappenheim in Franken, Burghausen in Oberbayern und viele andere. Einige Burgen waren auch direkt in das städtische Verteidigungskonzept integriert (Nürnberg, Zons, Carcassonne) oder die Städte sind den Burganlagen in der Art großer „Vorburgen“ vorgelegt (Coucy-le-Chateau, Conwy u. a). Manche größere Stadt hatte zugleich mehrere Stadtherren, so war etwa Augsburg in eine Bischofs- und eine Reichsstadt geteilt. Solche Teilstädte waren oft durch eigene Befestigungsanlagen getrennt.
Die Erfindung von Feuerwaffen erforderte einen weiteren Ausbau der Befestigungsanlagen, die in mehreren Etappen erfolgte. Zunächst erhielten die Zwinger halbkreisförmige Türme (Schalentürme), in denen einige wenige Kanonen aufgestellt werden konnten. Bald wurden größere Verstärkungen gebaut, die Basteien genannt werden und sich an strategisch wichtigen Stellen, wie z. B. den Toren oder Ecken befanden. Ein gut erhaltenes Beispiel ist die Spitalbastei in Rothenburg ob der Tauber.
Die Stadt als solche wurde aber immer noch durch die relativ dünne Mauer geschützt, die einer Kanone mit großer Feuerkraft kaum widerstehen konnte. Deshalb erhielten manche Städte eine sternförmig angeordnete Befestigungsanlage mit zahlreichen Kanonen, die aus dicken, mit Mauerwerk verkleideten Erdwällen bestand und auch längerem Beschuss standhalten konnte. Diese massiven Befestigungsanlagen schnürten das Wachstum der Städte später stark ein, da sie nicht so leicht wie eine einfache Mauer verschoben werden konnte und auch eine zusätzliche Bebauung „vor den Toren der Stadt“ aus strategischen Gründen verbot. Dadurch kam es in der Folgezeit zu einer immer dichteren Bebauung der Stadtfläche.

## Ende, Überreste und Erinnerungen

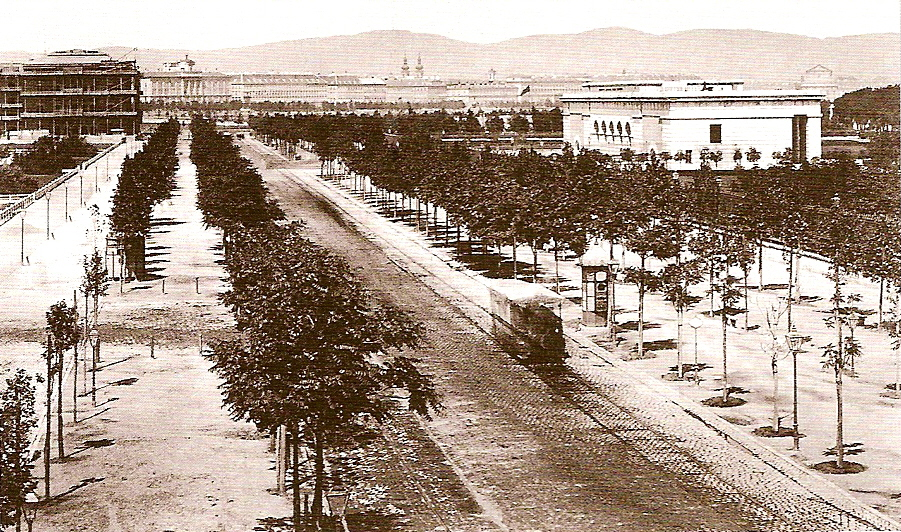
Die Wiener Ringstraße entstand nach der Schleifung der Stadtmauer

In Deutschland waren Stadtmauern bereits um 1800 in mehreren Städten verschwunden, so in Berlin, Hannover, München und Mannheim. Andere Städte mussten während und nach den napoleonischen Kriegen zum Schleifen ihrer Stadtmauern genötigt werden, so etwa Düsseldorf, Ulm, Frankfurt am Main und Breslau. Dagegen wurde in Regensburg der Abbruch der Stadtmauern und Wehrtürme durch Einsprüche aus dem Kriegsministerium des Königreichs Bayern verzögert, weil sich König Ludwig I. für den Erhalt von historischen Wehrmauern und Wehrteürmen einsetzte. Erst 1858 stimmte König Maximilian II. dem Abbruch von Stadtmauern und Wehrtürmen in Regensburg zu. Im Zuge des Städtewachstums und der Verlagerung der Verteidigung auf umliegende Forts wurden in den meisten Städten Festungsmauern und Wehrtürme erst im Verlauf des 19. Jahrhunderts geschleift. Dabei trug in vielen Städten der Eisenbahnbau wie keine andere infrastrukturelle Innovation dazu bei, das Bild der Städte zu verändern und so kam es zu der Aussage „Wenn etwas Mauern obsolet machte, dann war es die Eisenbahn“.
Heute zeugen in vielen Städten nur noch Reste von Stadtgräben und Toranlagen, einige die Stadt bzw. Stadtbereiche umschließende Parkanlagen oder Alleen von den ehemaligen Stadtbefestigungsanlagen, wie z. B. die Fürst-Anselm-Allee in Regensburg. Manche Straßennamen deuten noch heute auf ehemals vorhandene Befestigungsanlagen hin, so wenn Begriffe wie Tor, Wall, Contrescarpe oder Glacis vorkommen. Auch traditionelle Handlungen erhielten sich wie z. B. in Hamburg, wo noch 1860 die Stadttore geschlossen wurden. In Rabat geschah das noch um 1900, wobei die Schlüssel jeden Abend an den Gouverneur der Stadt übergeben wurden.
Erst während der zweiten Hälfte des 19. Jahrhunderts wurden die letzten Stadtmauern aufgegeben, so 1881 in Köln und 1895 in Danzig. Die Stadt Prag hielt als Ausnahme bis ins 20. Jahrhundert an ihrer Stadtmauer als nostalgisch-mittelalterliche Idee fest. In Großbritannien waren die letzten Mauern schon um die Mitte des 19. Jahrhunderts nur noch aus ästhetisch-nostlagischen Gründen vorhanden.  Heute ist das einzige vollständig erhaltene Bauwerk seiner Art in Deutschland die Nördlinger Stadtmauer in der Stadt Nördlingen in Bayern, die noch heute begehbar ist. Sie verfügt über 5 Tore und 12 Türme und ihre Länge beträgt 2,7 km.

## Kultureller Erhalt

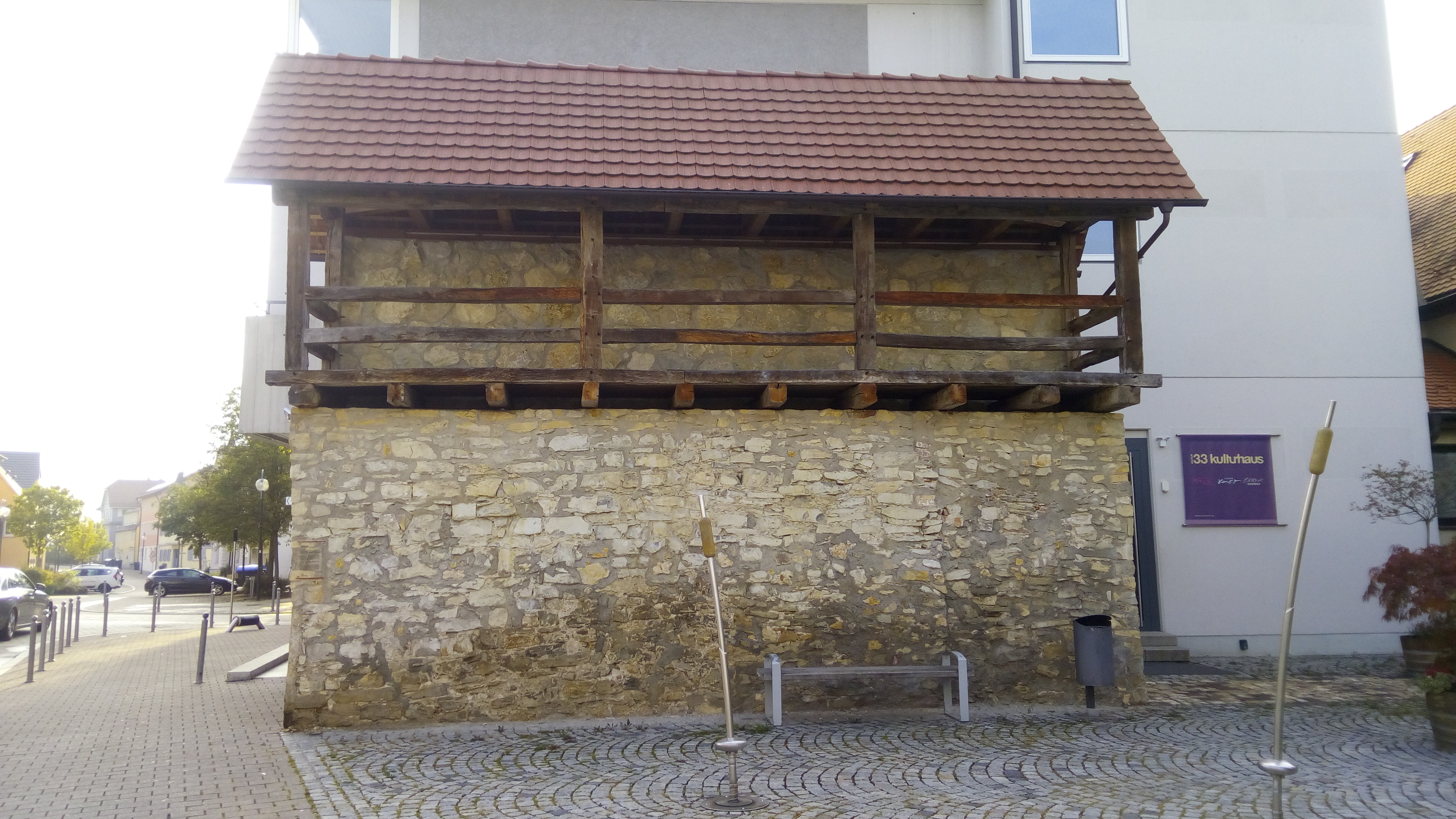
Ein erhaltener Teil der Stadtmauer in Münsingen

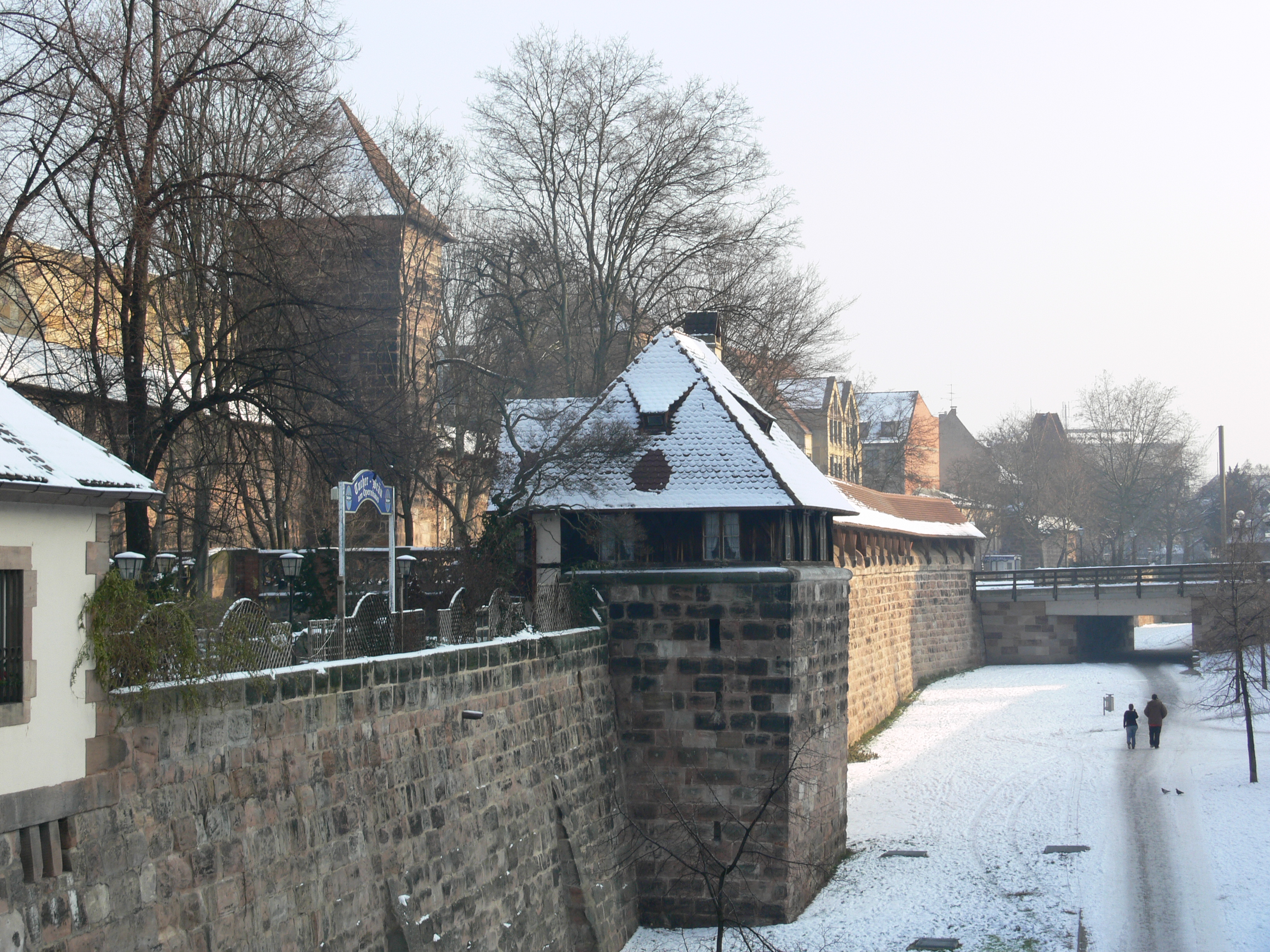
Die Nürnberger Stadtmauer stellt eine der größten erhaltenen Stadtmauern Europas dar.

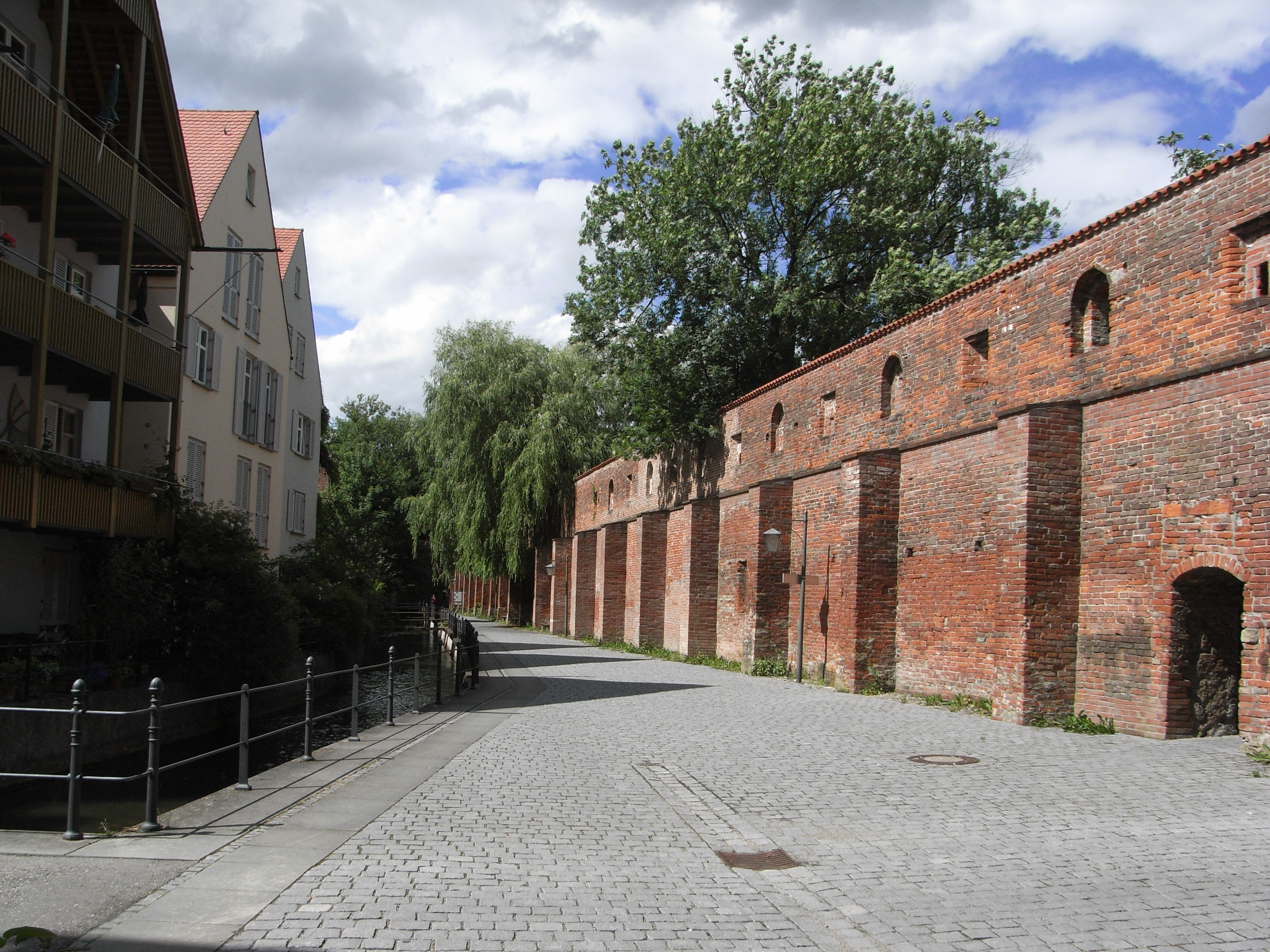
Stadtmauer in Memmingen

Der historische und auch der architekturgeschichtliche Wert der städtischen Befestigungsanlagen wurden meistens erst später erkannt. Gerade im 19. Jahrhundert, das auf seine Kunstwissenschaft so stolz war, kam es zu einer großen Zahl an Abrissen der Stadtmauern. Auf der einen Seite wurden komplette Stadtbefestigungen restauriert (Carcassonne), auf der anderen wurden die Wehranlagen zahlreicher europäischer Städte oftmals als obsolet angesehen und der Raumgewinnung (z. B. Straßenbau) geopfert. Das frühe Denkmalschutzgesetz von 1826 des kunstsinnigen bayerischen Königs Ludwig I. bildet hier eine Ausnahme. Diesem Gesetz ist es zu verdanken, dass Stadtdenkmäler wie Rothenburg ob der Tauber, Nördlingen, Dinkelsbühl, Memmingen und Nürnberg nahezu vollständig erhalten blieben (der Abbruch der Mauern schade lt. Ludwig I. dem städtischen Ansehen, war aber auch aus militärischen Gesichtspunkten gegeben, da die so geschützten Orte als Rückzugsmöglichkeit für das Militär angesehen wurden). Auch die zahllosen „geharnischten Zwerge“, die kleinen, stark befestigten fränkischen Miniaturstädte (beispielsweise Wolframs-Eschenbach, Ornbau, Merkendorf, Greding oder Berching/Opf.), verdanken ihr malerisches Erscheinungsbild überwiegend diesem Erlass. Die Fülle erhaltener Wehrbauten Frankens macht den Verlust in anderen Gebieten bewusst.
Stadttore und Mauerringe hinterlassen in den Stadtstrukturen häufig auch heute noch deutlich erkennbare Formbesonderheiten: Ringstraßen, erhaltene Stadttore an den „Torstraßen“, einzelne Türme oder Mauerreste. Auf die Befestigung musste mit der Stadtstruktur reagiert werden, solange diese noch stand. Dadurch entstanden Straßen und Bebauungen, die heute wie ein „Echo“ auf eine nicht mehr vorhandene Stadtmauer wirken, deren Verlauf aber nachzeichnen. Auch wenn daher oft die Bauwerke selbst nicht mehr existieren, sind ihre Spuren in der Stadtmorphologie in vielen Städten (z. B. Bremen, Köln, Aachen, Rostock, Stralsund) dauerhaft verfestigt.

## Neuzeit

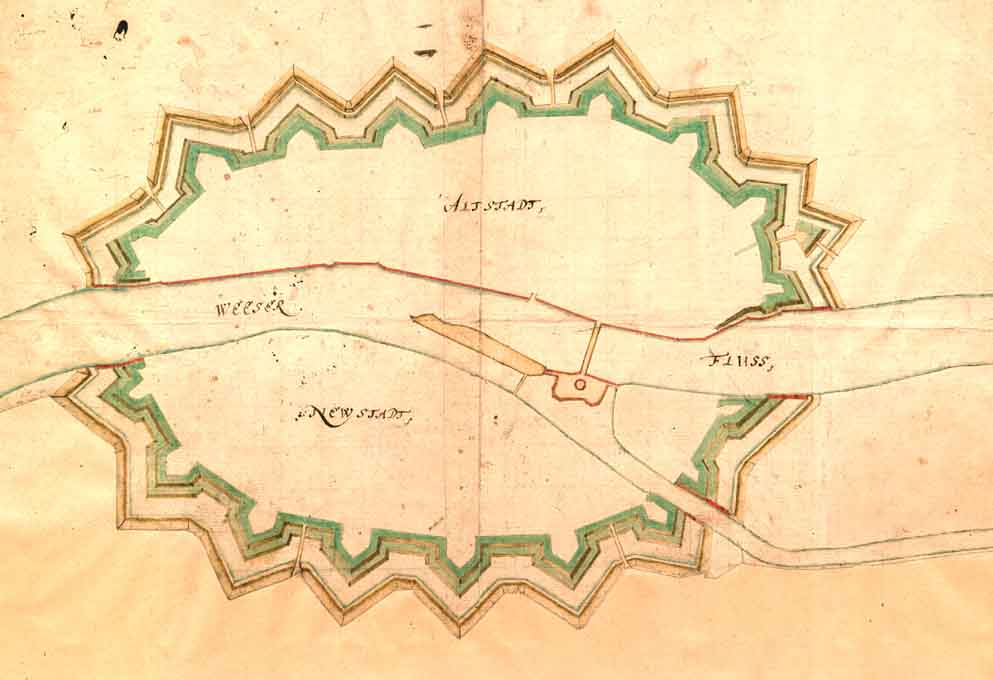
Bremer Wallanlagen bis 1811

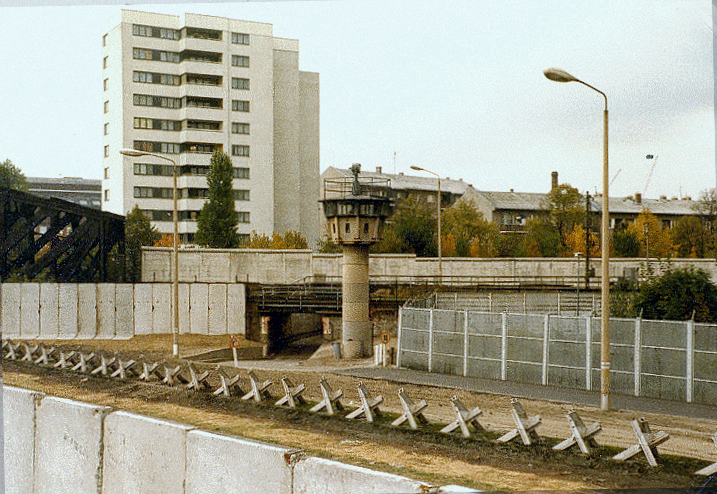
Berliner Mauer mit Wachturm, Schussfeld mit Panzerhemmern, und Mauerdurchlass als Brücke

Auch in der Neuzeit werden befestigte Mauerwerke um städtische Gebiete errichtet, die dabei nicht die klassische Funktion aufweisen, einer längeren Belagerung oder dem Beschuss mit schweren Geschützen standhalten zu können.
Die Berliner Zollmauer von 1730er bis 1860er bestand teilweise aus Holz. Sie diente vornehmlich der Erhebung von Warenzöllen (Akzisen) und sollte außerdem die Desertion von Soldaten der Garnison Berlin verhindern.
Die Berliner Mauer (1961–1989) wurde mit der Absicht errichtet, die Abwanderungsbewegung aus der DDR in den wohlhabenderen Westteil Deutschlands zu stoppen, der in der Exklave West-Berlin repräsentiert war.
Weitere Mauer- und Sperrsysteme des 20. und 21. Jahrhunderts befinden sich in Israel, wo regelmäßig Exklaven jüdischer Siedlungen von befestigten Mauern umschlossen werden und die Grenze zu Palästina durch Maueranlagen gesichert wird (Siehe auch: Israelische Sperranlagen (Westjordanland) und Sperranlage um den Gazastreifen).
Seit 2009 baut Saudi-Arabien seine Sperranlagen massiv aus.
In vielen unruhigen Regionen und Ländern finden sich die Botschaften oft zusammengeschlossen in einem Botschaftsviertel, das von einer befestigten Wehranlage mit Mauern und Türmen umschlossen ist.
Die Mehrzahl dieser modernen städtischen Mauerwerke besteht aus Stahl und Beton. Senkrecht stehende Betonplatten von 2 m bis 5 m Höhe werden möglichst fugenlos zusammengestellt und in den Boden eingelassen. Die Mauerkrone ist oft ausgestülpt oder mit Stacheldraht besetzt, um ein Übersteigen zu erschweren. Die Mauern sind oft geradlinig gezogen, und in den Ecken stehen Wachtürme, die die Mauerstücke überstreichen. Doppelte Mauerlinien mit zwischenliegendem Schussfeld (wie bei der Berliner Mauer) sind selten.